# Universidade Nacional do Comahue
A Universidad Nacional del Comahue é uma universidade pública da Argentina, localizada na  Neuquén, Río Negro e Chubut. A sede central fica na cidade de Neuquén e tem Faculdades e Centros Regionais nas cidades de Viedma, Bariloche, San Martín de los Andes, Cipolletti, Zapala, Allen, General Roca, Cinco Saltos, Choele Choel, San Antonio Oeste, Villa Regina, Esquel, Puerto Madryn y Trelew. Segundo o ranking SIR de SCImago, a Universidade é uma das dez universidades nacionais de Argentina que produzem mais ciência e tecnologia.